# VCV Rack
VCV Rack es un software libre de código abierto (dxGPL licencia V3, algunas partes tienen licencias diferentes) multiplataforma para síntesis modular.

## Visión general

### Características del programa
VCV Rack puede simular un sistema Eurorack al que puede conectarse utilizando conectores USB o MIDI . También se puede conectar con dispositivos MIDI virtuales y físicos. Contiene, varios VCO, LFO, mezcladores y otros módulos básicos de síntesis modular estándar.
Puede ser utilizado como un plugin VST.
Desde la versión 1.0.0, VCV Rack tiene una API estable, un motor de subprocesos múltiples y soporta polifonía.